# Українська асоціація професійних фотографів
Українська асоціація професійних фотографів (УАПФ, англ. Ukrainian Association of Professional Photographers, UAPP) — громадська організація, що об'єднує професійних українських фотографів. Асоціація заснована у 2013 році й реалізує освітні, соціальні, дослідницькі та культурні проєкти, а також займається книговидавництвом.
УАПФ є офіційним представником України у Федерації європейських професійних фотографів (FEP).
Асоціація підтримує фотографів під час війни через різні програми, захищає їхні права.
Засновником і директором організації є Мстислав Чернов — український фотожурналіст, воєнний кореспондент Associated Press, лауреат премій Оскар та BAFTA, Пулітцерівської премії, автор численних документальних проєктів про війну в Україні, член українського ПЕН-клубу.
За даними офіційного сайту, УАПФ реалізувала більше 250 виставкових і 5 освітніх проєктів, надала українським фотографам 18 грантів, видала 8 книг.

## Мета та завдання
Українська асоціація професійних фотографів (УАПФ) створена для об'єднання, підтримки та просування українських фотографів, а також для представлення їхніх інтересів на національному та міжнародному рівнях.
УАПФ реалізує освітні, соціальні, дослідницькі та культурні проєкти, а також займається книговидавництвом.
Асоціація підтримує українських фотографів через програми менторства та мікрогранти, спрямовані на розвиток документальної фотографії під час війни.
УАПФ сприяє сертифікації українських професійних фотографів відповідно до європейських стандартів через співпрацю з FEP.
Асоціація також виступає за захист авторських прав фотографів та сприяє дотриманню етичних стандартів у професійній діяльності.

## Історія

### Заснування та діяльність до 2022 року
Українська асоціація професійних фотографів була заснована у 2013 році як незалежна професійна громадська організація.
Засновником і директором асоціації став фотограф Мстислав Чернов.
У перші роки УАПФ зосереджувалася на проведенні виставок, організації культурних заходів і створенні умов для міжнародної співпраці фотографів.
З 2016 року УАПФ стала офіційним представником України у Федерації європейських професійних фотографів (FEP), що надало українським фотографам можливість отримувати європейські кваліфікації та сертифікати.

### Діяльність після 2022 року
Після початку повномасштабного вторгнення Росії в Україну у лютому 2022 року УАПФ активізувала свою діяльність, зосередившись на документуванні війни та підтримці українських фотографів.
Асоціація стала партнером міжнародної ініціативи FotoEvidence Ukraine, яка займається створенням фотокниг і документуванням війни.
УАПФ запустила програми менторства та мікрогрантів для фотографів, які працюють в умовах війни, з метою підтримки та розвитку документальної фотографії.
Також асоціацією було створено онлайн-архів «Фото хроніки війни», що фіксує ключові події російської агресії проти України, зберігаючи їх як історичний документ для подальшого використання.

## Основна діяльність

### Публічна адвокація прав фотографів
УАПФ активно виступає за захист прав українських фотографів на міжнародному рівні. У березні 2025 року асоціація публічно засудила результати міжнародного конкурсу World Press Photo, в якому переможцями стали російські та білоруські фотографи з проєктами, пов'язаними з Україною. УАПФ висловила занепокоєння щодо етичних стандартів конкурсу та закликала до дотримання принципів неупередженості та прозорості.

### Освіта: курси, лекції, тренінги
УАПФ реалізує освітні програми, спрямовані на підтримку та розвиток українських фотографів, промоції фотографії як професійної діяльності, а також на розвиток української культури загалом.
Зокрема, асоціація організовує менторські програми та надає мікрогранти для фотографів, які працюють над проєктами, пов'язаними з війною в Україні. Програма включає онлайн-курси, індивідуальні консультації з менторами та фінансову підтримку для реалізації документальних проєктів. У 2024 році учасники мали можливість отримати грант у розмірі 1 000 доларів США для створення документальних проєктів.
УАПФ спільно з Chekachkov Photo Academy організували серію лекцій Мстислава Чернова під назвою «Фотографія як інструмент маніпуляції». Ці лекції розглядали вплив медіа та зображень на суспільство та політику.
Проєкт «Мова фотографії» був реалізований у навчально-реабілітаційних центрах Харкова та Києва для дітей з вадами мови та слуху. Заняття включали лекції з основ фотографії, композиції та надавали дітям інструменти для художнього самовираження.

### Фестиваль «З країни в Україну»
УАПФ стала партнером культурно-освітнього фестивалю «З країни в Україну», який проводився у східних регіонах України. У рамках проєкту були організовані лекції та майстер-класи, спрямовані на розвиток місцевих громад та популяризацію української культури.

### Виставки
УАПФ активно організовує та бере участь у виставкових проєктах, що висвітлюють події в Україні.

### Медіапроєкти, фотокниги
УАПФ бере участь у створенні медіапроєктів та фотокниг, що документують події в Україні. У 2024 році асоціація спільно з Українським домом презентувала фотокнигу «Спалах. Українська фотографія 2022–2023», яка включає роботи провідних українських фотографів, що документують повномасштабне вторгнення Росії в Україну. Книга базується на фотографіях, представлених на виставці «Спалах» у жовтні 2022 року, та має на меті зберегти та поширити свідчення подій війни через авторське бачення українських фотографів.
«How we walk through the fire». Фотокнига, що охоплює два роки повномасштабної війни в Україні, зібрала 190 документальних кадрів від понад 40 українських фотографів.
«Незалежні. Історія сучасної України у світлинах кращих документалістів». Видання, присвячене 30-й річниці Незалежності України, містить понад 140 унікальних документальних фотографій від більш ніж 60 українських фотографів.
«Сміливі нести світло». Вміщує фотографії понад 30 українських авторів та авторок, що впродовж осені 2022, зими та весни 2023 року фіксували енергетичну кризу внаслідок ураження українських інфраструктурних об’єктів російськими військовими.

## Міжнародна співпраця
УАПФ є офіційним членом Федерації європейських фотографів (FEP) — міжнародної організації, яка об'єднує понад 50 000 професійних фотографів з 29 країн Європи. У співпраці з FEP і через інші національні асоціації УАПФ надає українським фотографам можливість отримати професійну, освітню, правову підтримку та підтвердити свій рівень через 3-рівневу кваліфікаційну систему (для фотографів і відеооператорів). Члени УАПФ мають ексклюзивне право на отримання кваліфікацій EP, QEP і MQEP.
Асоціація реалізує спільні проєкти за кордоном за участі українських фотографів: виставки, проєкти, книги.

## Відомі члени або учасники
Серед членів УАПФ — відомі українські фотографи-документалісти:
Тарас Бичко — працює у жанрах документальної та стріт-фотографії; співзасновник спільноти «Ukrainian Street Photography». Лауреат Національної премії «Фотограф року» (2016, категорії «Street Photography» та «Still Life»), переможець міжнародних конкурсів Leica Street Photo, Miami Street Photo Festival, Documentary Family Awards тощо; роботи публікувались у The Guardian, National Geographic, Lens Culture та інших виданнях. .
Андрій Дубчак — засновник та директор інформаційного медіа Frontliner. Один із перших стрімерів подій Майдану 2013–2014 років, згодом почав висвітлювати російсько-українську війну (з 2015 року); його репортажі транслювались на CNN, BBC, The New York Times та інших міжнародних медіа. Лауреат премії Lovie Award (2014), Free Media Award (2022), золотого медалі LifePressPhoto (2020), ордена «За заслуги» III ступеня (2022).
Юрко Дячишин — документальний та стріт-фотограф. Відомий своїми довготривалими проєктами, зокрема серією «Slavik’s Fashion» (2011–2013), яка здобула широку популярність у ЗМІ та модних колах завдяки стилізованому образу безхатнього «Славіка» у Львові. Інші визначні роботи: «Carpathian Shepherds» (2006–2019), «Horses» (2009–2021), «Terra Galicia» (2017–2020). Фото були показані на персональних виставках в Україні, Польщі, Австралії та Камбоджі, а також публікувалися в New York Times, CNN, The Telegraph, Der Spiegel, Washington Post та інших ЗМІ.
Сергій Коровайний — український фотожурналіст, відомий своєю роботою у висвітленні російсько-української війни. Постійний дописувач Wall Street Journal. Роботи представлені в численних виданнях та організаціях, таких як Time Magazine, National Geographic та ООН. Лавреат премії Джеймса Фолі 2022 року. До війни працював переважно над екологічною документальною журналістикою в Україні. Стипендіат програми Фулбрайта.
Владислав Краснощок — художник-фотограф, з 2010 – член харківської групи «Shilo», яка практикує чорно-білу документальну фотографію з технічними маніпуляціями (кольорування, архівні матеріали) та інсталяціями. Учасник виставок Paris Photo (2021–2024) та Photo Basel (2023). Документує роботу лікарень та російсько-українську війну.
Костянтин і Влада Ліберови — подружжя документальних фотографів з Одеси. Почали займатися воєнною документалістикою після початку повномасштабного вторгнення. Їхній контент публікувався BBC, Die Welt, Vogue, Forbes, а зображення з’являлися на офіційних сторінках Президента України. Костянтин — кавалер ордена «За заслуги» III ступеня (2023), його світлини увійшли до списку 100 найкращих фото 2022 року за версією Time. Проводять майстер-класи, беруть участь у виставках у Європі; їхній проєкт «30 hours at ground zero» показав життя піхоти .
Євген Малолєтка — фотожурналіст і репортер. Працював з Associated Press, висвітлював Революцію гідності, пандемію COVID‑19 та війну в Україні з 2014 року. У лютому–березні 2022 року був одним із небагатьох журналістів у Маріуполі під час облоги й бомбардування, зробив серію світлин із пологового будинку, за що отримав приз World Press Photo of the Year 2023. Отримав Пулітцерівську премію 2023 року (Public Service), а також Шевченківську премію 2024 року.
Саша Маслов — українсько‑американський фотограф і документаліст. Публікується у The New York Times, The Guardian, Wall Street Journal та інших. Автор фотокниг «Ukrainian Railroad Ladies» (2020), «Veterans: Faces of World War II» (2017) та «Saints» (2024), яка розкриває тему самопожертви українців у війні. Його «Ukrainian Railroad Ladies» отримала приз Sony World Photography Awards (Portraiture). Лавреат премій Sony World Photo Awards та LensCulture.
Сергій Мельниченко — український фотограф і танцюрист, засновник платформи концептуальної та арт-фотографії MYPH (2018). Почав фотографувати у 2009 році. Лауреат Leica Oskar Barnack Award Newcomer (2017) — перший українець, який отримав цей приз, а також переможець національного “Фотограф року”. Брав участь у понад 150 виставках у Європі, США й Азії; його проєкти були представлені на Paris Photo, Photo Basel та інших провідних платформах.
Сергій Михальчук — український кінооператор і фотограф. Один із провідних операторів сучасного українського кіно, працював над фільмами «Мамай», «Поводир», «Дике поле» та іншими. Лауреат численних премій, зокрема, операторської нагороди на Берлінале (2003), Золота дзиґа «Найкращий оператор-постановник» (2019) та національної премії України імені Тараса Шевченка (2021).
Владислав Мусієнко - український фотожурналіст, документаліст. Зараз працює з УНІАН. Висвітлював події Майдану, війну на Донбасі та повномасштабне вторгнення. Його світлини регулярно з'являються у Reuters, AFP, Getty, а також у українських ЗМІ. Перший українець у шорт‑листі Sony World Photography Awards (номінація «Current Affairs», 2015) 
Михайло Палінчак — український документальний фотограф, відомий своїми репортажами, що публікуються у провідних світових медіа — серед них The New York Times, The Washington Post, The Guardian, Le Monde, Deutsche Welle. З 2022 року активно фокусується на висвітленні повномасштабної війни Росії проти України через SOPA Images.
Павло Петров - український фотохудожник. Майор служби цивільного захисту Головного управління ДСНС у Києві. Висвітлює роботу рятувальників. Під час повномасштабного російського вторгнення в Україну фіксує наслідки обстрілів. Роботи публікувалися в Time, Der Spiegel, UNDP. 6 червня 2025 року під час російської дроново-ракетної атаки потрапив під обстріл разом з рятувальниками, які гасили пожежу, внаслідок чого був госпіталізований з травмами різного ступеню у лікарню.
Роман Пятковка - український арт-фотограф, один із представників харківської школи фотографії. Лауреат премії Sony World Photography Awards (2013, People category), учасник численних міжнародних виставок. Куратор щорічного проекту «Українська фотографія у Франції». Його роботи зберігаються в колекціях Centre Pompidou (Париж), Museum of Contemporary Photography (Чикаго), ARTOTHEK (Нюрнберг), Museum of Kharkiv School of Photography (Харків) та інших. Активно працює у жанрі арт- та концептуальної фотографії. 
Євген Самученко — український тревел-фотограф, фотохудожник. Роботи публікувалися в The New York Times, The Times, CNN, N-Photo, Bruckmann Publisher, National Geographic, Story Terrace, BBC, BuzzFeed, на офіційному вебсайтах ЮНЕСКО та Nikon. Автор фотокниги The Beauty of Ukraine (2022), включеної до фонду Стенфордської бібліотеки та Top‑10 тревел-книг 2022 року за версією The Daily Telegraph. Лауреат  чотирьох золотих медалей FIAP, премії World Master of Photography (Відень 2022).
Іва Сідаш — україснька фотографка-документалістка. Фіналістка міжнародного конкурсу Fujifilm Moment Street Photo Awards 2021. Документує російсько-українську війну, зосереджуючись на цивільному населенні та його житті. Роботи публікували INSIDER, The Financial Times, Der Spiegel, The Fisheye Magazine, The Ukrainians, Bird in Flight та інші.
Аліна Смутко — українська фотографка-документалістка, фотожурналістка. У 2016—2019 роках перебувала в окупованому Криму як позаштатна репортерка українського бюро «Радіо Свобода» та Радіо «Вільна Європа». У 2019 році за професійну діяльність російська влада заборонила Смутко в'їжджати до Криму та Росії. Документує війну в Україні, знімки з 24 лютого 2022 року, зокрема з Києва, були опубліковані в The Independent. Отримала призи на Nikon Photo Contest 2019 (Токіо, Японія) та Corporate Photo Contest RFE/RL 2019 (Прага, Чехія). Її фотографії виходили в The New York Times, The Telegraph, Politico, Der Spiegel, National Geographic, Reuters.
Анатолій Степанов — український фотограф. В професійній журналістиці з 2004 року. Мав численні публікації в журналах National Geographic, Spiegel, Stern, Time та багатьох інших міжнародних виданнях. Висвітлює російську агресію проти України з перших днів 2014 року та впродовж усіх цих років у співпраці з агентством France Press.
Мстислав Чернов — український режисер, відеограф, фотограф, фотожурналіст, військовий кореспондент та письменник. Висвітлював Революцію гідності, Війну на сході України, наслідки збиття Boeing 777 Malaysia Airlines, Сирійську громадянську війну, битву при Мосулі в Іраку, Російське вторгнення в Україну 2022 року, включно з Блокадою Маріуполя. Журналіст Ассошіейтед Прес та президент Української асоціації професійних фотографів. Автор і режисер фільмів «20 днів у Маріуполі» та «2000 метрів до Андріївки». Лауреат Національної премії України імені Тараса Шевченка (2024), Пуліцерівської премії та премії Оскар (2024). Переможець премії Гільдії режисерів Америки, премії Лівінгстона, премії Рорі Пека, премії Королівського телевізійного товариства, премії DW «За свободу слова», премію «За свободу преси» (Press Freedom Prize) міжнародної некомерційної організації «Репортери без кордонів».

## Зовнішні посилання
- Офіційний сайт Української асоціації професійних фотографів
- Офіційна сторінка у Facebook
- Сторінка в Instagram
- YouTube-канал асоціації
- Сторінка в X (Twitter)
- TikTok-сторінка асоціації